# 克洛伊松湖
46°6′36″N 7°19′22″E / 46.11000°N 7.32278°E

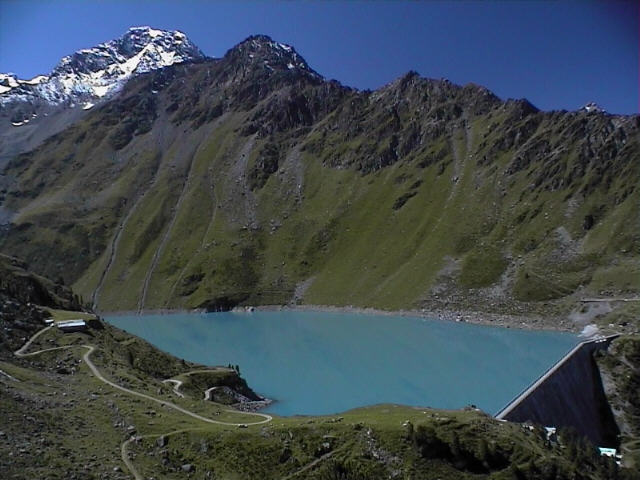

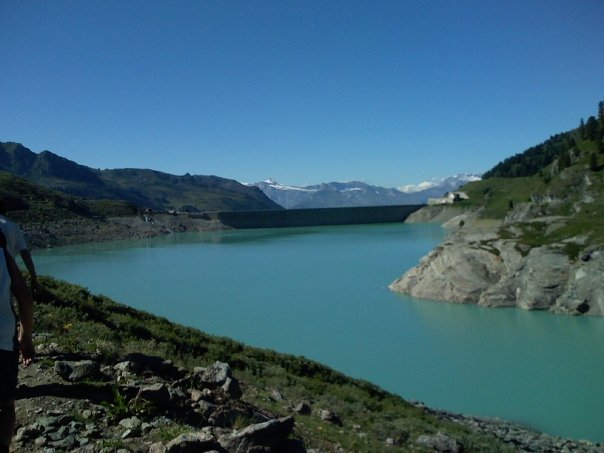

克洛伊松湖（Lac de Cleuson），是瑞士的水庫，位於該國西南部，由瓦萊州負責管轄，長1.4公里，面積0.5平方公里，海拔高度2,186米，最大水深76米，水體容量2,000萬立方米。